# Poloweltmeisterschaft 1989
Die II. Poloweltmeisterschaft fand vom 11. bis 20. August 1989 auf dem Maifeld in Berlin statt. Ausrichtender Verein war der St. Moritz Polo Club.
| Platz | Land | Sportler                                                           |
| ----- | ---- | ------------------------------------------------------------------ |
| 1     | USA  | Julio Arellano, John Wigdahl Charles Bostwick, Horton Schwartz     |
| 2     | ENG  | Alex Brodie, William Lucas James Lucas, Jason Dixon                |
| 3     | ARG  | Javier Tanoira, Simon De Iriondo Guillermo Kemp, Matias MacDonough |
| 4     | CHI  | Carlos Rabat, Felipe Iturrate Rodrigo Vial, Samuel Larrain         |
| 5     | SUI  | Mario Zindel, Diego Pando Rafael Pando, Reto Gaudenzi              |
| 6     | GER  | Jo Schneider, Gerhard Holter Michael Keuper, Alexander Schwarz     |
| 7     | FRA  | Eric Mayer, Eric Bourhis Jean de Ganay, Yvan Guillermin            |
| 8     | AUS  | James Ashton, Tim Boyd John Tait, David Austin                     |

Finale

Vereinigte Staaten – England 7-6